# Govone
Govone là một đô thị tại tỉnh Cuneo trong vùng Piedmont của Italia, vị trí cách khoảng 45 km về phía đông nam của Torino và khoảng 60 km về phía đông bắc của Cuneo. Tại thời điểm ngày 31 tháng 12 năm 2004, đô thị này có dân số 1.991 người và diện tích 18,8 km².
Govone giáp các đô thị: Castagnole delle Lanze, Costigliole d'Asti, Magliano Alfieri, Priocca, San Damiano d'Asti và San Martino Alfieri.